# Claude-François Denecourt
Claude François Denecourt, né le 4 décembre 1788 à Neurey-en-Vaux (Haute-Saône) et mort le 25 mars 1875 à Fontainebleau, est un vétéran de l'armée napoléonienne qui consacra l'essentiel de sa vie à développer et faire connaître les richesses de la forêt de Fontainebleau.

## Biographie
Né de père inconnu, « monté » de Luxeuil à Paris où il habitait rue du Marché d'Aguesseau, il s'engage volontairement en 1809 dans l'Armée napoléonienne, au 88e régiment d'infanterie de ligne. Sa compagnie fait partie de la brigade du général Florentin Ficatier du 2e corps d’armée, que commande le maréchal Jean Lannes. Il est promu sergent en 1814. Après quatorze années passées à Versailles, il est nommé concierge d’une caserne de Fontainebleau en 1832, avant d’être révoqué en raison de ses idées républicaines. À 44 ans, il découvre les beaux paysages de la forêt qui lui apportent beaucoup de réconfort. Il décide alors de consacrer tout son temps et une partie de ses économies à faire connaître ce lieu aux touristes. Autodidacte, ayant découvert les livres à vingt ans auprès d’un instituteur alors qu’il sait à peine lire et écrire, il publie ses premiers guides très rapidement.

## Créations

### Guides Denecourt
Il profite du succès d’une grande manœuvre militaire (le Camp d'Arbonne) qui se déroule en août 1839 pour publier un petit fascicule permettant de se rendre sur les lieux afin d’apercevoir les troupes. Dès lors, ce guide sera réédité sans cesse jusqu’à sa mort (11 éditions rien qu’entre 1839 et 1848), accompagné de nombreux ajouts.
Chaque édition était accompagnée d’une carte réalisée selon les volontés de Denecourt lui-même. Mais, on pouvait aussi se la procurer seule. La carte permet de repérer les différentes visites proposées dans le guide. Celui-ci comporte aussi une partie sur le château de Fontainebleau, généralement vendue séparément. Même s’il n’est pas écrivain et qu’il reconnaît lui-même son manque de culture savante, c’est son approche pratique et concrète de la visite en forêt – il guide lui-même les excursionnistes à la demande – qui fait le succès des guides de Denecourt.

### Sentiers de promenade
À partir de 1842, Denecourt ne se contente pas d’indiquer les promenades, mais il commence à tracer lui-même les chemins en forêt, avec l’autorisation tacite de l’administration des eaux et forêts, parfois avec l’aide des carriers et autres tailleurs de pavés : à sa mort, 150 km de sentiers sont ainsi tracés et balisés au moyen de flèches bleues, afin de ne pas s’égarer. Il fait également aménager des fontaines, des grottes et fait édifier une tour d’observation appelée « Fort l'empereur » lors de son inauguration en 1853 par Napoléon III (actuellement Tour Denecourt). Il baptise enfin les lieux les plus remarquables : 600 arbres, 700 rochers, sites et points de vue. Ces noms, souvent empruntés à la mythologie, à l’histoire ou à la littérature, sont l’occasion pour Denecourt de raconter les légendes – qu’il a souvent inventées lui-même – liées au lieu. En 1855, les plus grands écrivains (Lamartine, Hugo, Sand, Musset, Baudelaire…) lui rendent hommage à travers un recueil de textes où il est nommé le « Sylvain » de la forêt de Fontainebleau par Théophile Gautier.[réf. nécessaire] Puis, en 1870, en signe de reconnaissances, des artistes et promeneurs lui offrent une médaille à son effigie.

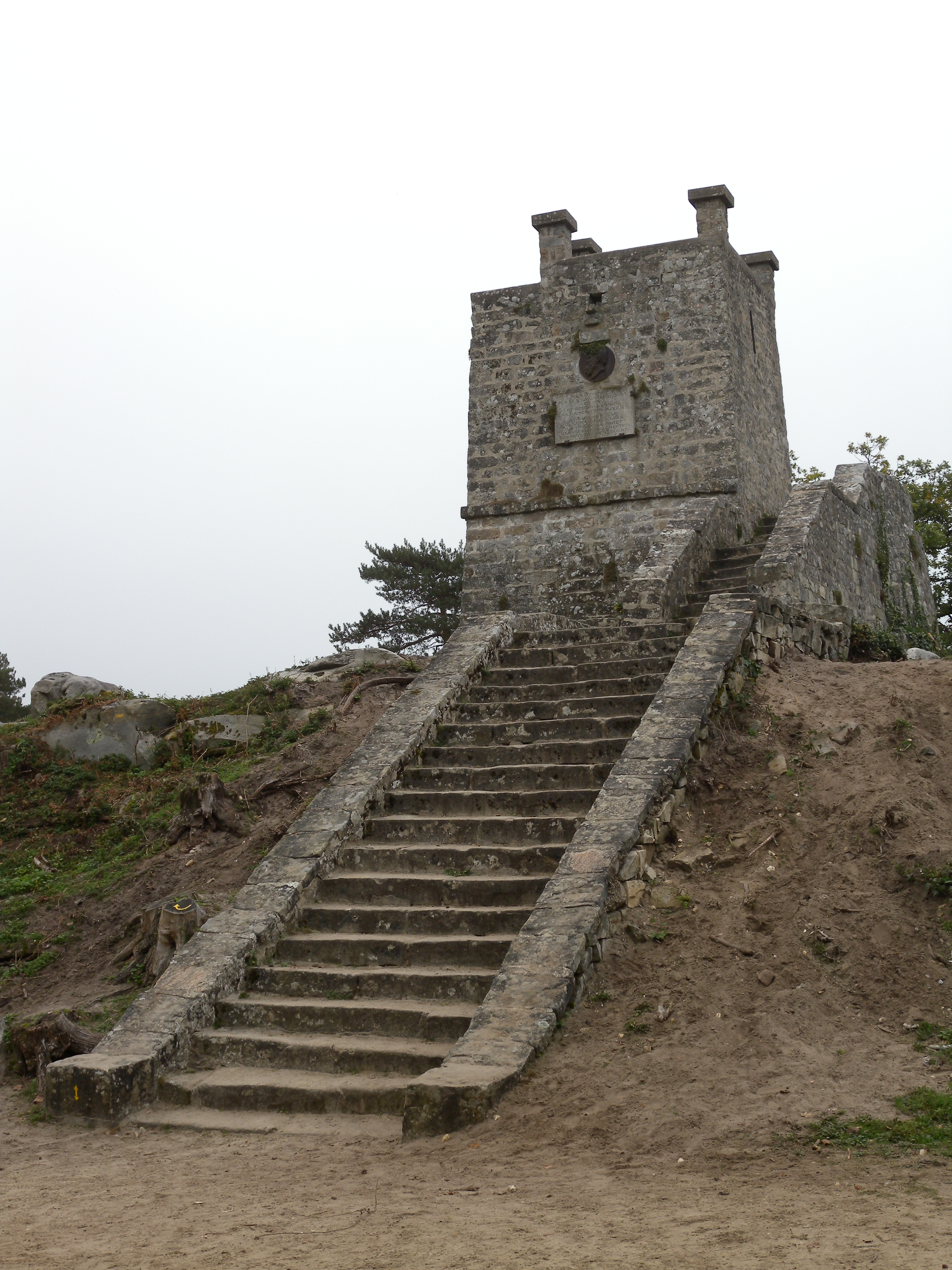
La Tour Denecourt

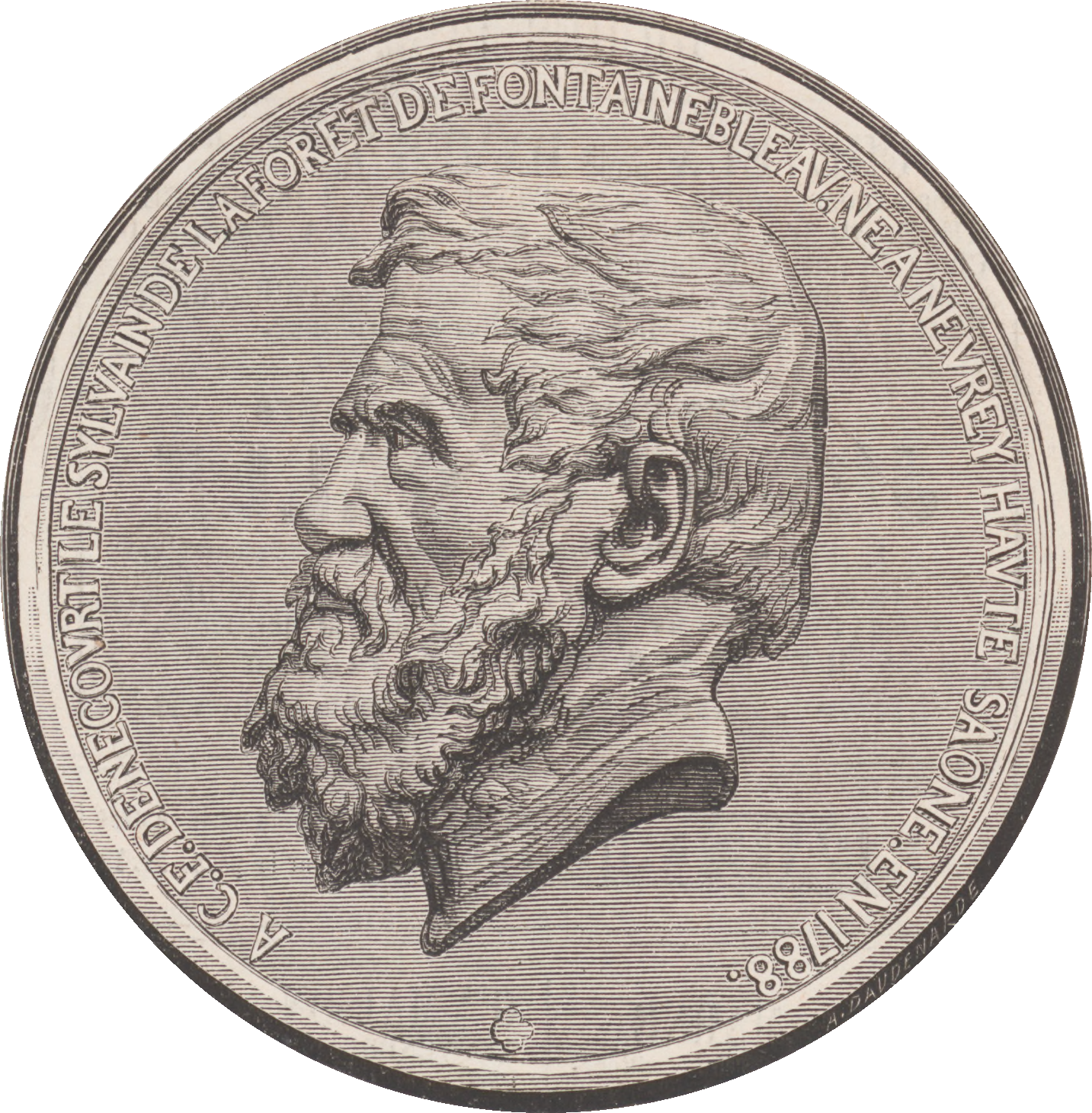
Dessin paru dans Le Monde illustré reproduisant la médaille à son effigie offerte en 1870.

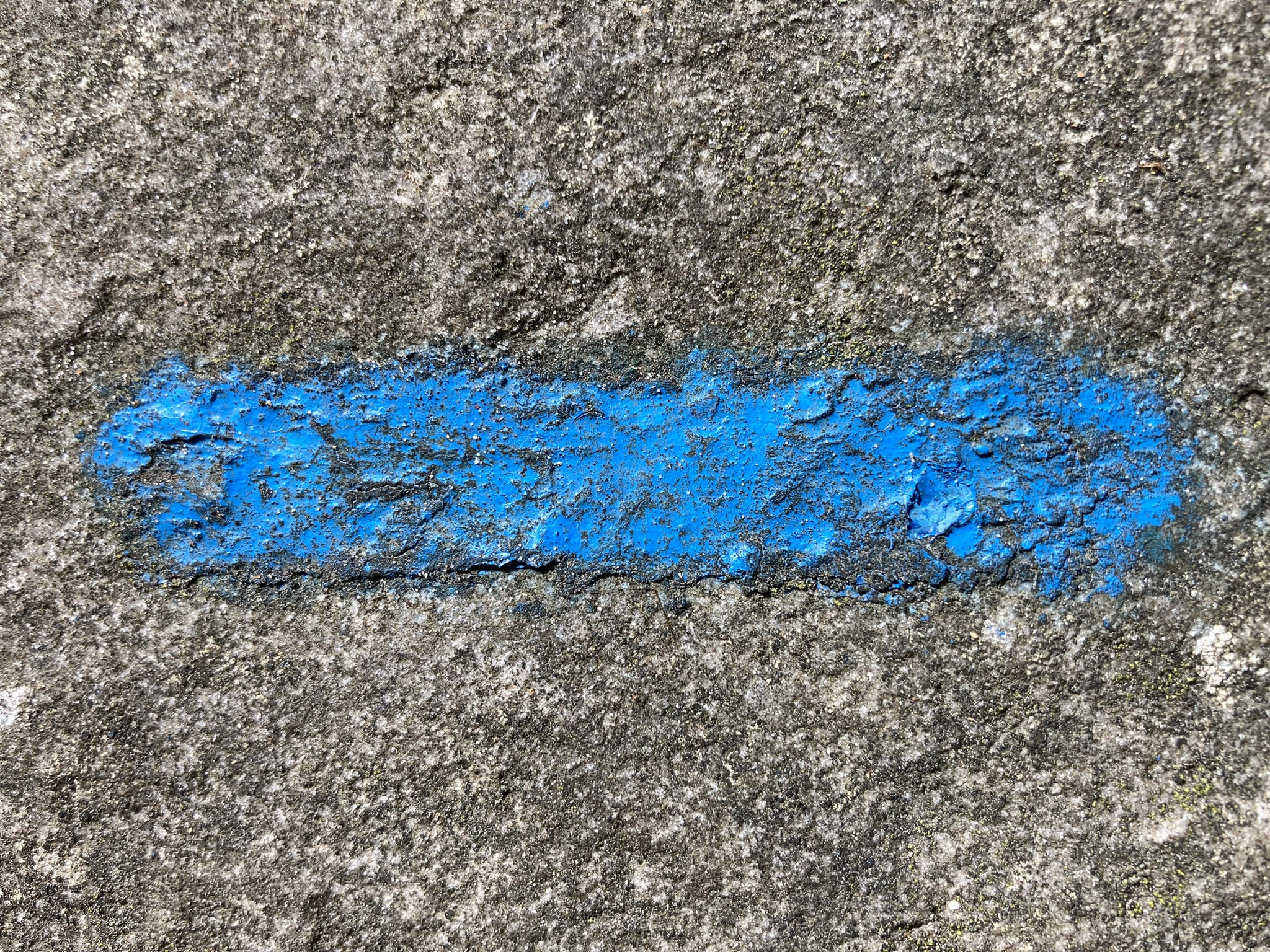
Balisage de l’un des sentiers de Denencourt dans la forêt de Fontainbleau

De nos jours, ces sentiers bleus Denecourt – couleur rappelant le bleu des uniformes de l'armée napoléonienne où il servit – existent toujours, baptisés « Denecourt - Colinet », du nom de Charles Colinet (1839-1905), l’autre sylvain et continuateur de l’œuvre de Denecourt.
Claude François Denecourt est ainsi considéré comme un des pionniers de la randonnée pédestre et des chemins de randonnée modernes.

## Postérité
La ville de Fontainebleau nomme un square (de nos jours, place Napoléon-Bonaparte) et une rue en son hommage.
En outre, sur l'initiative du docteur Gaston Fruitier, le Syndicat d'initiative de la ville décide d'apposer une plaque commémorative sur la façade de la maison où est mort Denecourt, au no 27 de la rue de France, avec l'agrément du propriétaire de l'époque, Michoux. Le 18 septembre 1932, au cours d'une modeste cérémonie, on effectue la pose de cette plaque, qui comporte les inscriptions suivantes : « Le Sylvain DENECOURT / créateur des sentiers de la forêt / est mort dans cette maison / le 24 mars 1875. ».

## Œuvres
- Indicateur historique et descriptif de Fontainebleau. Itinéraire du palais, de la forêt et des environs, première édition : 1839, dernière : 1931 L'ouvrage est parfois publié partiellement (cartes seules, château seul ou quelques promenades) et les titres changent d'une édition à l'autre. Existence d'une édition en anglais
- Camp de Fontainebleau, sa position topographique et l'itinéraire des routes de promenades qui y conduisent par les points de vue d'où l'on pourra observer les grandes manœuvres, avec une carte des sites les plus remarquables de la vaste forêt qui l'avoisine, S. Petit, Fontainebleau, 1839, 40 p.
- Guide du promeneur et de l'artiste à Fontainebleau : itinéraire du palais et de la forêt, Fontainebleau, 1851, 145 p. (OCLC 457633263, lire en ligne)
- Le Palais et la forêt de Fontainebleau, guide historique et descriptif, suivi d'un aperçu d'histoire naturelle de la forêt, 16e édition des Indicateurs-Denecourt, ouvrage enrichi de cartes et de planches et le plus complet qui ait paru sur Fontaineblleau, ... avec des notices biographiques et littéraires sur l'auteur et sur ses créations pittoresques, par plus de trente littérateurs et artistes, Chez l'auteur, Fontainebleau, 1856, 375 p.
- Travaux du sylvain de la forêt de Fontainebleau [C.-F. Denecourt], imp. Simon Raçon et Compagnie, Paris, 1859, 8 p.
- Ah si l'empereur savait, imp. Simon Raçon et Compagnie, Paris, 1860, 28 p.
- Grâce ! grâce ! pour les sites pittoresques de Fontainebleau, imp. Simon Raçon et Compagnie, Paris, 1860
- Calomniez, calomniez, a dit Basile, il en restera toujours quelque chose, imp. Simon Raçon et Compagnie, Paris, 1861, 12 p.
- Post-scriptum à mes suppliques en faveur de la forêt de Fontainebleau, imp. Simon Raçon et Compagnie, Paris, 1861
- Pièces justificatives à l'appui des vœux du Sylvain de la forêt de Fontainebleau, imp. Simon Raçon et Compagnie, Paris, 1861
- Pétition à l'Empereur pour la conservation du côté artistique et pittoresque de la forêt de Fontainebleau, 1862, 27 p.
- Complément des Guides de Fontainebleau. Itinéraire de nouvelles promenades, publié dans le but d'éviter aux visiteurs de la forêt bien des mécomptes et de fâcheuses pertes de temps, 1863, 76 p.
- Forêt de Fontainebleau. Itinéraire de la nouvelle promenade au rocher Saint-Germain [au rocher Bouligny et à la Gorge-aux-Loups] dédié aux amis des sentiers, 1865, VI-45 p.
- La Merveille des rochers de Fontainebleau, ou la Roche du cinq mai, 1866, 8 p.
- Itinéraire historique et descriptif de Franchard, la promenade aux cent vues pittoresques, nouvelles découvertes dans la forêt de Fontainebleau, 1867.